# Корбу (Глодеану-Силиштеа)
Корбу (рум. Corbu) насеље је у Румунији у округу Бузау у општини Глодеану-Силиштеа. Oпштина се налази на надморској висини од 75 m.

## Становништво
Према подацима из 2002. године у насељу је живело 112 становника, од којих су сви румунске националности.